# Lokomotywa nr 2 (tramwaje w Timișoarze)
Lokomotywa nr 2 tramwajów w Timișoarze (rum. Locomotiva 2, w skrócie L2) – dawny wagon tramwajowy techniczny, użytkowany niegdyś przez sieć tramwajową w rumuńskim mieście Timișoara.

## Historia
Dwuosiowa lokomotywa elektryczna powstała w 1928 r. jako wagon zbudowany własnymi siłami ówczesnego przedsiębiorstwa Tramvaiele Comunale Timișoara. Wyposażenie elektryczne dostarczył zakład Siemens-Schuckertwerke z Budapesztu, masa wagonu, polakierowanego w biało-szare malowanie, wynosiła 13 000 kg.
Skonstruowanie zaprojektowanej w 1927 r. lokomotywy było konieczne, gdyż w szybkim tempie rozwijał się przewóz towarów tramwajami w przemysłowej części miasta – do sieci tramwajowej przyłączono wówczas wiele nowych zakładów pracy. Do obsługi przewozów towarowych nie wystarczała już eksploatowana od 1916 r. lokomotywa nr 1. W 1956 r. skonstruowano kolejny podobny wagon – lokomotywę nr 3.
W 1993 r. po zamknięciu jednej z tramwajowych tras towarowych, lokomotywę przeniesiono na teren miejscowego browaru. Wykorzystywana była na trasie tramwajowej biegnącej od browaru do fabryki butów.
Lokomotywa nr 2 zakończyła służbę w drugiej połowie lat 90. XX wieku; odstawiono ją na terenie browaru. Po wycofaniu z ruchu zastąpiła ją lokomotywa nr 3. W 2007 r. lokomotywę nr 2 odremontowano: polakierowano ją w całości na kolor niebieski i ustawiono na fragmencie toru na obszarze browaru jako pomnik techniki.

## Dostawy
W 1923 r. powstał jedyny wagon tego typu.
| Państwo        | Miasto         | Lata dostaw    | Liczba | Oznaczenia |  |  |
| -------------- | -------------- | -------------- | ------ | ---------- |  |  |
| Rumunia        | Timișoara      | 1923           | 1      | ?          |  |  |
| Łączna liczba: | Łączna liczba: | Łączna liczba: | 1      |            |  |  |